# Hamburg Open 2024 - Doppio maschile
Il doppio del torneo di tennis professionistico Hamburg Open 2024, facente parte della categoria ATP Tour 500 nell'ambito dell'ATP Tour 2024, si è giocato all'Am Rothenbaum di Amburgo, in Germania, dal 15 al 21 luglio 2024. Tra i partecipanti erano presenti Kevin Krawietz e Tim Pütz, i detentori del titolo, i quali si sono riconfermati campioni, sconfiggendo in finale Fabien Reboul ed Édouard Roger-Vasselin con il punteggio di 7-6(8), 6-2.
Matthew Ebden e Rohan Bopanna erano in corsa per riconquistare il primo posto del Ranking ATP di doppio, ma entrambi hanno perso il loro match di primo turno.

## Teste di serie
1. Austin Krajicek /  Rajeev Ram (semifinale)
2. Kevin Krawietz /  Tim Pütz (campioni)
3. Fabien Reboul /  Édouard Roger-Vasselin (finale)
4. Matthew Ebden /  John Peers (primo turno)

1. Sander Gillé /  Joran Vliegen (quarti di finale)
2. Sriram Balaji /  Rohan Bopanna (primo turno)
3. Lloyd Glasspool /  Jean-Julien Rojer (quarti di finale)
4. Alexander Erler /  Lucas Miedler (primo turno)

## Wildcard
1. Dustin Brown /  Daniel Masur (primo turno)

1. Dominik Koepfer /  Andreas Mies (primo turno)

## Qualificati
1. Jeevan Nedunchezhiyan /  Vijay Sundar Prashanth (primo turno)

## Tabellone

### Legenda
| - Q = Qualificato - WC = Wild card - LL = Lucky loser | - ALT = Alternate - SE = Special Exempt - PR = Protected Ranking | - w/o = Walkover - r = Ritirato - d = Squalificato |

|  | Primo turno | Primo turno                   | Primo turno                   | Primo turno | Primo turno |  |  | Quarti di finale | Quarti di finale          | Quarti di finale    | Quarti di finale          | Quarti di finale          |   |   | Semifinali | Semifinali                           | Semifinali                           | Semifinali              | Semifinali              |   |   | Finale | Finale | Finale | Finale | Finale |  |
|  |             |                               |                               |             |             |  |  |                  |                           |                     |                           |                           |   |   |            |                                      |                                      |                         |                         |   |   |        |        |        |        |        |  |
|  | 1           | A Krajicek R Ram              | A Krajicek R Ram              | 6           | 7           |  |  |                  |                           |                     |                           |                           |   |   |            |                                      |                                      |                         |                         |   |   |        |        |        |        |        |  |
|  |             | T Seyboth Wild A Ševčenko     | T Seyboth Wild A Ševčenko     | 1           | 6           |  |  | 1                | A Krajicek R Ram          | A Krajicek R Ram    | 6                         | 6                         |   |   |            |                                      |                                      |                         |                         |   |   |        |        |        |        |        |  |
|  |             | F Cobolli L Darderi           | 7                             | 2           | [10]        |  |  |                  | F Cobolli L Darderi       | F Cobolli L Darderi | 4                         | 4                         |   |   |            |                                      |                                      |                         |                         |   |   |        |        |        |        |        |  |
|  | 8           | A Erler L Miedler             | 6                             | 6           | [6]         |  |  |                  |                           |                     |                           |                           |   |   | 1          | A Krajicek R Ram                     | A Krajicek R Ram                     | 62                      | 3                       |   |   |        |        |        |        |        |  |
|  | 3           | F Reboul É Roger-Vasselin     | F Reboul É Roger-Vasselin     | 6           | 6           |  |  |                  |                           | 3                   | F Reboul É Roger-Vasselin | F Reboul É Roger-Vasselin | 7 | 6 |            |                                      |                                      |                         |                         |   |   |        |        |        |        |        |  |
|  | WC          | D Brown D Masur               | D Brown D Masur               | 4           | 3           |  |  | 3                | F Reboul É Roger-Vasselin | 6                   | 3                         | [10]                      |   |   |            |                                      |                                      |                         |                         |   |   |        |        |        |        |        |  |
|  |             | F Cerúndolo P Martínez        | F Cerúndolo P Martínez        | 4           | 65          |  |  | 7                | L Glasspool J-J Rojer     | 4                   | 6                         | [6]                       |   |   |            |                                      |                                      |                         |                         |   |   |        |        |        |        |        |  |
|  | 7           | L Glasspool J-J Rojer         | L Glasspool J-J Rojer         | 6           | 7           |  |  |                  |                           |                     |                           |                           |   |   | 3          | Fabien Reboul Édouard Roger-Vasselin | Fabien Reboul Édouard Roger-Vasselin | 68                      | 2                       |   |   |        |        |        |        |        |  |
|  | 6           | S Balaji R Bopanna            | S Balaji R Bopanna            | 1           | 4           |  |  |                  |                           |                     |                           |                           |   |   |            |                                      | 2                                    | Kevin Krawietz Tim Pütz | Kevin Krawietz Tim Pütz | 7 | 6 |        |        |        |        |        |  |
|  |             | J Schnaitter M Wallner        | J Schnaitter M Wallner        | 6           | 6           |  |  |                  | J Schnaitter M Wallner    | 1                   | 6                         | [7]                       |   |   |            |                                      |                                      |                         |                         |   |   |        |        |        |        |        |  |
|  |             | C Frantzen H Jebens           | 4                             | 7           | [10]        |  |  |                  | C Frantzen H Jebens       | 6                   | 4                         | [10]                      |   |   |            |                                      |                                      |                         |                         |   |   |        |        |        |        |        |  |
|  | 4           | M Ebden J Peers               | 6                             | 65          | [6]         |  |  |                  |                           |                     |                           |                           |   |   |            | C Frantzen H Jebens                  | C Frantzen H Jebens                  | 5                       | 3                       |   |   |        |        |        |        |        |  |
|  | 5           | S Gillé J Vliegen             | S Gillé J Vliegen             | 6           | 6           |  |  |                  |                           | 2                   | K Krawietz T Pütz         | K Krawietz T Pütz         | 7 | 6 |            |                                      |                                      |                         |                         |   |   |        |        |        |        |        |  |
|  | WC          | D Koepfer A Mies              | D Koepfer A Mies              | 1           | 2           |  |  | 5                | S Gillé J Vliegen         | S Gillé J Vliegen   | 5                         | 2                         |   |   |            |                                      |                                      |                         |                         |   |   |        |        |        |        |        |  |
|  | Q           | J Nedunchezhiyan VS Prashanth | J Nedunchezhiyan VS Prashanth | 1           | 4           |  |  | 2                | K Krawietz T Pütz         | K Krawietz T Pütz   | 7                         | 6                         |   |   |            |                                      |                                      |                         |                         |   |   |        |        |        |        |        |  |
|  | 2           | K Krawietz T Pütz             | K Krawietz T Pütz             | 6           | 6           |  |  |                  |                           |                     |                           |                           |   |   |            |                                      |                                      |                         |                         |   |   |        |        |        |        |        |  |

## Qualificazioni

### Teste di serie
1. Petr Nouza /  Patrik Rikl (primo turno)

1. Jeevan Nedunchezhiyan /  Vijay Sundar Prashanth (qualificati)

### Qualificati
1. Jeevan Nedunchezhiyan /  Vijay Sundar Prashanth

### Tabellone
|  | Primo turno | Primo turno                                  | Primo turno                                  | Primo turno                                  | Primo turno |  |  | Ultimo turno | Ultimo turno                                 | Ultimo turno | Ultimo turno | Ultimo turno |  |
|  |             |                                              |                                              |                                              |             |  |  |              |                                              |              |              |              |  |
|  | 1           | Petr Nouza Patrik Rikl                       | Petr Nouza Patrik Rikl                       | 4                                            | 4           |  |  |              |                                              |              |              |              |  |
|  |             | Sergio Martos Gornés Jaume Munar             | Sergio Martos Gornés Jaume Munar             | 6                                            | 6           |  |  |              | Sergio Martos Gornés Jaume Munar             | 6            | 2            | [8]          |  |
|  | WC          | Marvin Möller Marko Topo                     | Marvin Möller Marko Topo                     | Marvin Möller Marko Topo                     |             |  |  | 2            | Jeevan Nedunchezhiyan Vijay Sundar Prashanth | 4            | 6            | [10]         |  |
|  | 2           | Jeevan Nedunchezhiyan Vijay Sundar Prashanth | Jeevan Nedunchezhiyan Vijay Sundar Prashanth | Jeevan Nedunchezhiyan Vijay Sundar Prashanth | w/o         |  |  |              |                                              |              |              |              |  |